# 7145 Ліньцзесюй
7145 Ліньцзесюй (7145 Linzexu) — астероїд головного поясу, відкритий 7 червня 1996 року.
Тіссеранів параметр щодо Юпітера — 3,394.